# Setge de Torroella
El Setge de Torroella fou un dels combats de la Guerra Civil catalana

## Antecedents

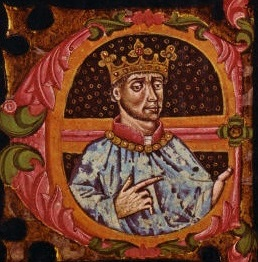
Enric IV de Castella

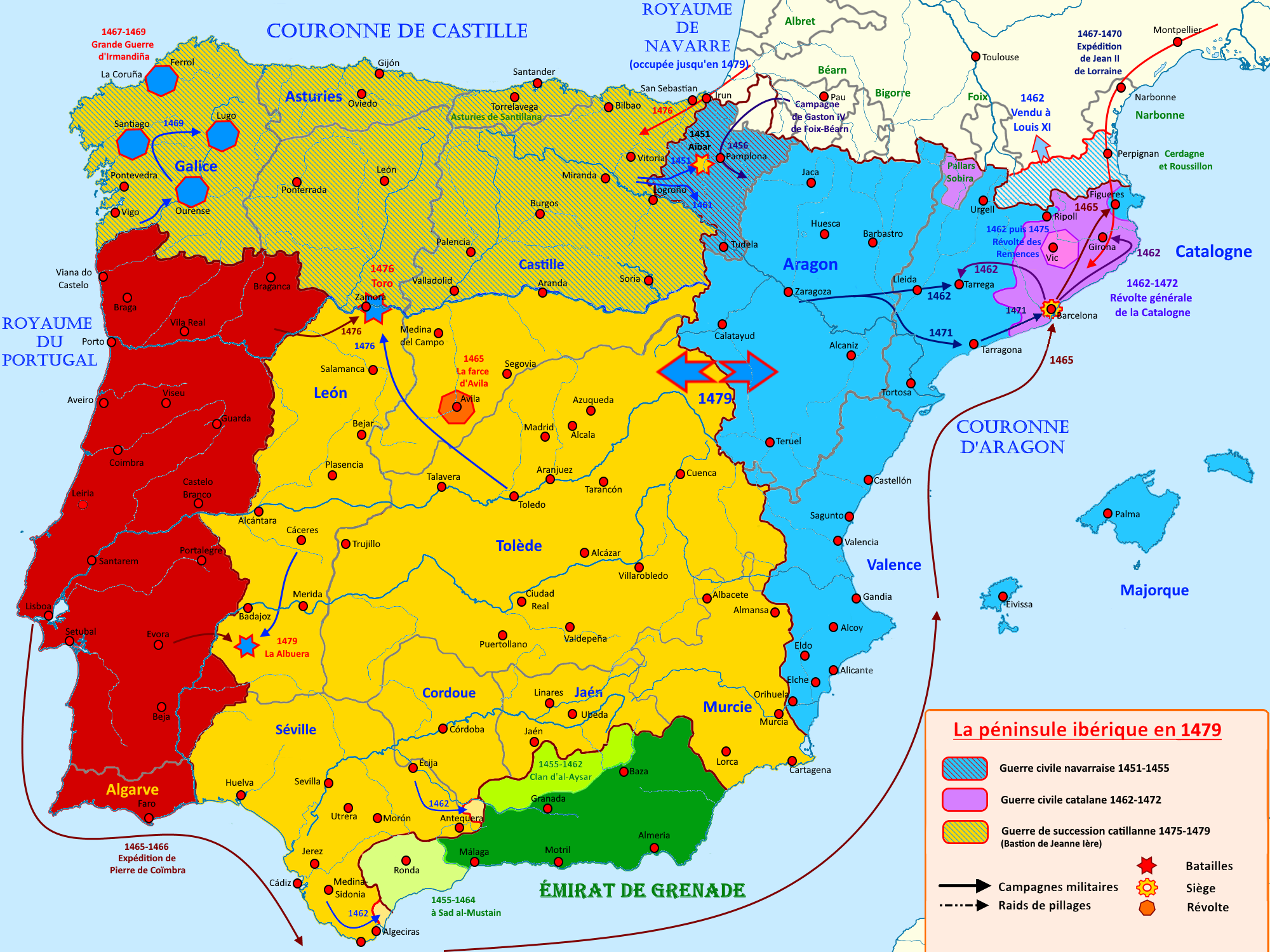
Campanyes de 1462

El mes d'agost de 1462 el Consell del Principat proposa deposar Joan el Sense Fe, la seva dona i el seu fill El Consell del Principat d'acord amb les autoritats municipals de Barcelona va acordar demanar ajuda militar a Enric IV de Castella per expulsar l'exèrcit francès de Catalunya, i per això es va decidir enviar una ambaixada a Castella encapçalada per Joan de Copons amb l'encàrrec que sol·licités l'enviament de dos mil homes a cavall. Veient que una república sense suport extern era inviable, les autoritats catalanes van considerar que aconseguir l'ajuda militar no era suficient i van fer el pas d'oferir la corona al rei castellà com a cap de la branca principal dels Trastàmara que des del Compromís de Casp també regnava a la Corona d'Aragó, qui a part dels seus drets al tron podia comptar amb l'ajuda dels beaumontesos navarresos, enemics de Joan el Sense Fe i de Gastó de Foix, que donaven suport Blanca II de Navarra, germana de Carles de Viana i exdona d'Enric IV, pensant que així lligarien més fermament el rei castellà a la seva causa. L'onze d'agost es van reunir el Consell de Cent del municipi de Barcelona i el Consell del Principat; tots dos van acordar nomenar Enric IV «senyor del Principat de Catalunya» ―«per a la salvació i restauració del dit Principat i de la cosa pública d'aquell i de les persones i béns dels poblats en aquell, ha de ser proclamat i pres en i per senyor del Principat el sereníssim Enric, rei de Castella», es deia en el document aprovat per les dues institucions-, qui s'havia de comprometre a canvi a respectar les lleis catalanes i la Concòrdia de Vilafranca de 1461. Immediatament van ser informades de la decisió les principals ciutats catalanes i l'endemà, com Joan Copons ja havia sortit per a Castella, se li va enviar una carta en què li comunicaven el canvi en l'objectiu de la seva missió, acompanyada d'una altra adreçada al rei de Castella en què es deia que, «apartats els dits rei, reina i descendència, us oferim i presentem aquest Principat, com a vacant i destituït de senyor». Enric va disposar per al rescat dels nous súbdits enviar 2500 homes de cavalleria encapçalats per Joan de Beaumont travessant Aragó per la força en direcció a Lleida, als que seguirien una host de 2000 homes al Regne de València, una de 2000 homes al Regne de Navarra i una darrera de 8000 homes, encapçalats pel mateix Enric, a Catalunya, mentre la flota castellana de trenta galeres atacaria per mar.

## El setge
Joan, coneixedor dels moviments castellans, va intentar avançar-se i prendre Barcelona, i l'exèrcit de Gastó de Foix va sortir de Girona per prendre els ports i protegir les comunicacions amb França, prenent Verges després de tres dies de bombardeig, però el setge de Torroella de Montgrí, on van arribar el 10 d'agost i on es trobava el baró de Cruïlles amb el comte de Pallars, Guerau Alemany de Cervelló, Francesc Galceran de Pinós i Arnau de Vilademany amb 1500 homes, va fracassar després de cinc dies

## Conseqüències
Els reialistes van haver de tornar a Girona.